# إنجاز الأمور

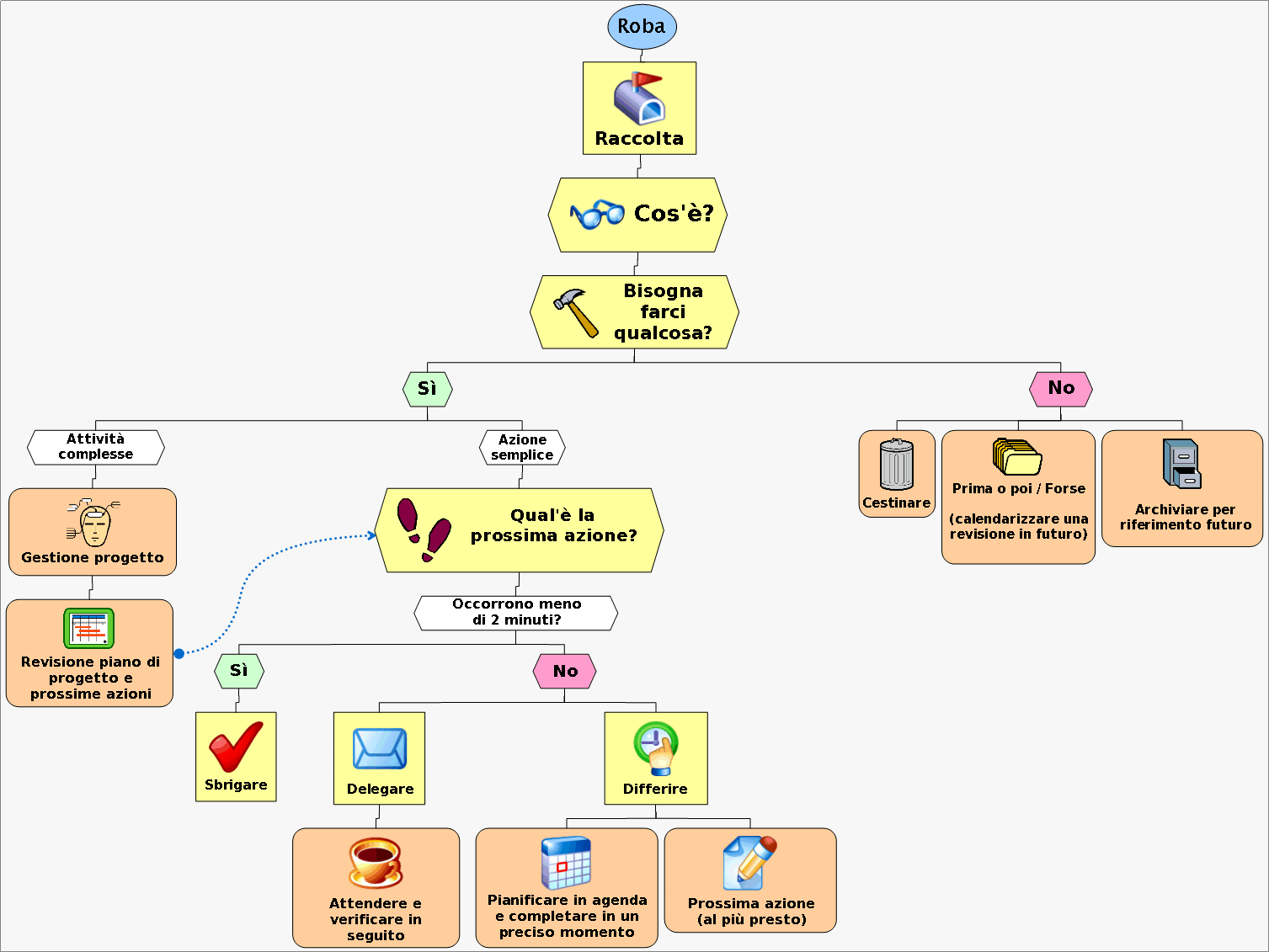

إنجاز الأمور هو أسلوب لإدارة الوقت، وُصف المصطلح في كتاب يحمل نفس العنوان لاختصاصي إدارة الوقت ديفيد آلن.
تعتمد طريقة إنجاز الأمور على نقل المهام والمشاريع المخطط تنفيذها خارج إطار العقل عبر تسجيلها خارجيًا من ثم تقسيمها إلى مهام فرعية قابلة للتنفيذ. تتيح هذه الطريقة تركيز الانتباه على تنفيذ المهام بدلًا من استرجاعها.
نُشر الكتاب لأول مرة عام 2001، ثم أصدرت نسخة منقحة منه في 2015 تعكس التغيّرات التي طرأت على تكنولوجيا المعلومات خلال القرن المنصرم.

## موضوعات الكتاب
يوضح آلن أولًا تقليل الإجهاد الذي تتيحه تلك الطريقة عبر التمرين التالي الذي يدور حول مهمة بدون مخرجات واضحة، والخطوة التي تتلوها غير محددة، يدعو آلن مصادر الإجهاد هذه «حلقات مفتوحة» و«غير مكتملة»:
- يتم اختيار المهمة الممتعة أو المحيّرة أو الأكثر إزعاجًا وتصنيفها على كونها مهمة غير مكتملة.
- يُكتب وصف بجملة واحدة حول نتيجة هذه المهمة غير المكتملة، جنبًا إلى جنب مع ما يجب أن تكون عليه معايير هذه المهمة لتعتبر مكتملة.
- تُسجّل الخطوة التالية اللازمة لإكمال المهمة.
- القيام بإجراء تقييم للمشاعر التي انتابتك بعد إكمال جميع خطوات العملية.

يدّعي آلن أنه يمكن التقليل من الإجهاد وزياد الإنتاجية عبر كتابة مذكرات تخص كل الأمور التي لا تعمل على إنجازها ضمن نظام موثوق خارج إطار العقل. تتيح لك هذه الطريقة العمل على المهمة بأريحية دون صرف الانتباه على التفاصيل غير المكتملة. تتطلب تلك الطريقة أن تملك في متناول يدك صندوق بريد وسلة مهملات ونظامًا لحفظ المواد المرجعية وقوائم متعددة وتقويمًا. يمكن لهذه الأدوات أن تكون إما إلكترونية أو مادية حسب اقتضاء الحاجة. عندها وبمجرد دخول المهام إلى حياتك، يمكن العمل عليها عبر خطة سير العمل التالية.

### سير العمل
تتضمن خطة سير العمل لطريقة إنجاز الأمور خمس مراحل: الالتقاط والتوضيح والتنظيم والتفكير والمشاركة. (استخدمت الطبعة الأولى للكتاب أسماء: التجميع والمعالجة والتنظيم والتخطيط والتنفيذ؛ إلا أن توصيف المراحل هو نفسه في كلتا الطبعتين). بعد أن يتم جمع كل لوازم المهمة ووضعها في صندوق البريد، يتم إيضاح الغرض من كل نقطة وتنظيمها عبر طرح أسئلة عن كل منها والإجابة عنها كما هو موضح في المربعات السوداء الظاهرة في المخطط الشجري.
قم بإفراغ صندوق بريدك كل يوم أو على الأقل كل أسبوع في سلة المهملات. لا تستخدم صندوق البريد كقائمة بالمهام التي يجب عليك إنجازها. لا تقم بإعادة العناصر الموضحة إلى صندوق البريد. إن إفراغ صندوق بريدك لا يعني أنك أتممت جميع المهام، بل فقط يعني تنفيذ الخطوات الثلاث «الالتقاط والإيضاح والتنظيم» لمهامك.
تاليًا: عليك تحديد المهام التي يتطلب إنجازها المرور بعدة خطوات وتخصيصها لنتيجة مرغوبة وخطوة تالية واحدة. في النهاية، عليك القيام بمهمة من قائمة المهام ما لم يملي عليك التقويم غير ذلك. تقوم باختيار المهمة التي ستنفذها بناءً على مكان وجودك «السياق» «في البيت أو العمل أو السوق أو على الهاتف أو أمام الحاسوب أو مع شخص ما» وحسب الوقت المتاح والطاقة المتاحة والأولوية.

### التنفيذ
بسبب التغير السريع الملاحق للأجهزة والبرامج، تقف طريقة إنجاز الأمور على الحياة فيما يخص استخدام التكنولوجيا «حتى أن آلن ينصح الناس بالبدء باستخدام ورقة وقلم». تدعي العديد من أدوات إدارة المهام تبنيها لطريقة آلن الذي بدوره يملك قائمة بالتقنيات التي تبنت طريقة إنجاز الأمور أو صممت لأجلها. بعضها تم تصميمه للعمل على طريقة إنجاز الأمور، ما يعني أن آلن بنفسه شارك في التصميم.

### التطلعات
يؤكد آلن على مبدأين مهمين في طريقة إنجاز الأمور وهما السيطرة والتطلع. إن وضع خطة لسير العمل هي المفهوم العملي للسيطرة.
الهدف من عمليات السيطرة في طريقة إنجاز الأمور هو إخراج كل شيء من عقلك ما عدا المهمة التي تريد العمل عليها، ووضعهم في نظام موثوق خارج رأسك. يقول آلن إن العقل يشبه الماء؛ عندما تقوم بقذف شيء صغير في الماء، يستجيب الماء بدفقة صغيرة يتلوها السكون. ولكن عند رمي شيء كبير في الماء، فإن الماء يستجيب بدفقة كبيرة ثم يتلوها السكون. الوصف المقابل لعبارة العقل يشبه الماء، هو عقل لا يعود إلى حالة السكون، بل يبقى متوترًا بشكل مستمر. بوجود نظام موثوق ونهم مشابه لـ «العقل كالماء» يمكن امتلاك تطلعات أفضل في حياتك. يتحدث آلن عن مراحل يدعوها بآفاق التركيز وهي:
- الأرضية: الأفعال الحالية
- الأفق الأول: المشاريع الحالية
- الأفق الثاني: مناطق التركيز والمساءلة
- الأفق الثالث: أهداف تمتد من عام إلى عامين
- الأفق الرابع: نظرة طويلة الأمد
- الأفق الخامس: الحياة

بعكس الكثير من النظريات التي تعتمد التركيز على تحديد الأهداف من أعلى إلى أسفل، تعمل طريقة إنجاز الأمور في الاتجاه المعاكس. يوضح آلن أنه من الصعب على الأفراد التركيز على الصورة الكبيرة إن لم يكونوا قادرين بشكل فعلي على السيطرة على مهام الحياة اليومية التي يواجهونها باستمرار. عبر استخدام النظام الموثوق الذي يتعامل مع معطيات كل يوم بيومه، يمكن للفرد توفير مساحة عقلية لديه تسمح له بالانتقال إلى المستوى التالي.
ينصح آلن بجدولة مراجعة أسبوعية تعكس المراحل المختلفة. يجب على التطلعات المكتسبة من هذه المراجعات حث المرء على مستوى المشروع الذي يقوم بإنجازه. إن تحديد الأولويات على مستوى المشروع تحدد أولوية المهام الفرعية والالتزامات التي تم جمعها خلال عملية سير العمل. خلال المراجعة الأسبوعية، حدد سياق المهام وضع كل مهمة في قائمتها المناسبة. مثال على تجميع المهام المتشابهة مع بعضها هو وضع قائمة تضم المكالمات المعلقة التي قمت بها أو الحاجيات التي اشتريتها خلال ذهابك للتسوق. يمكن تعريف القوائم السياقية عبر مجموعة من الأدوات المتاحة أو عبر وجود أشخاص أو مجموعات يعتبر أحدها موضوعًا للمناقشة أو لتقديمها.

### خلاصة
ترتكز طريقة إنجاز الأمور على التخزين والتتبع واسترجاع المعلومات المتعلقة بالأشياء التي يجب إنجازها. تنتج تلك الحالة من عدم القدرة على تذكر شيء أو إنجاز مهام عقلية نتيجة عدم كفاية تخطيط داخلي. هذا يعني أن التفكير مقدمًا يولد سلسلة من الأفعال التي يمكن القيام بها فيما بعد دون الحاجة لمزيد من التخطيط. إن نظام التذكير الذي يملكه العقل غير فعّال، ونادرًا ما يذكرنا بما يتعين علينا القيام به في الوقت والمكان المناسبين. وبالتالي، فإن المهام التالية المخزنة حسب السياق في النظام الموثوق تعمل كمحفز خارجي يضمن لنا أننا موجودون في الوقت مناسب والمكان المناسب. نظرًا لاعتماد طريقة إنجاز الأمور على مذكرات خارجية، يمكن اعتبارها تطبيقًا لنظريات الإدراك الموزع أو العقل الموسع.